# Jan Rudolf Ignác Celesta z Celestinu
Jan Rudolf Ignác svobodný pán Celesta z Celestinu († 1789) byl slezský šlechtic, císařský rada a hodnostář Těšínského knížectví pocházející z rodu Celestů z Celestinu.
Byl synem Jana Rudolfa Celesty z Celestinu a jeho ženy Johanny Aloisie von Suenne. Roku 1743 si v Těšíně vzal Annu Barboru Beesovou z Chrostiny. Dne 20. srpna 1767 byl povýšen do stavu svobodných pánů. V letech 1766 až 1789 vlastnil statek Kalubice.
Zastával mnoho úřadů Těšínského knížectví, v roce 1751 se stal zemským starším Těšínského a Bílského knížectví, v roce 1769 pak těšínským zemským maršálkem. Vrchol jeho kariéry nastal v letech 1780 až 1788, kdy byl těšínským zemským hejtmanem a od roku 1784 také prezidentem zemského práva. Byl také císařským radou.